# North American YF-93

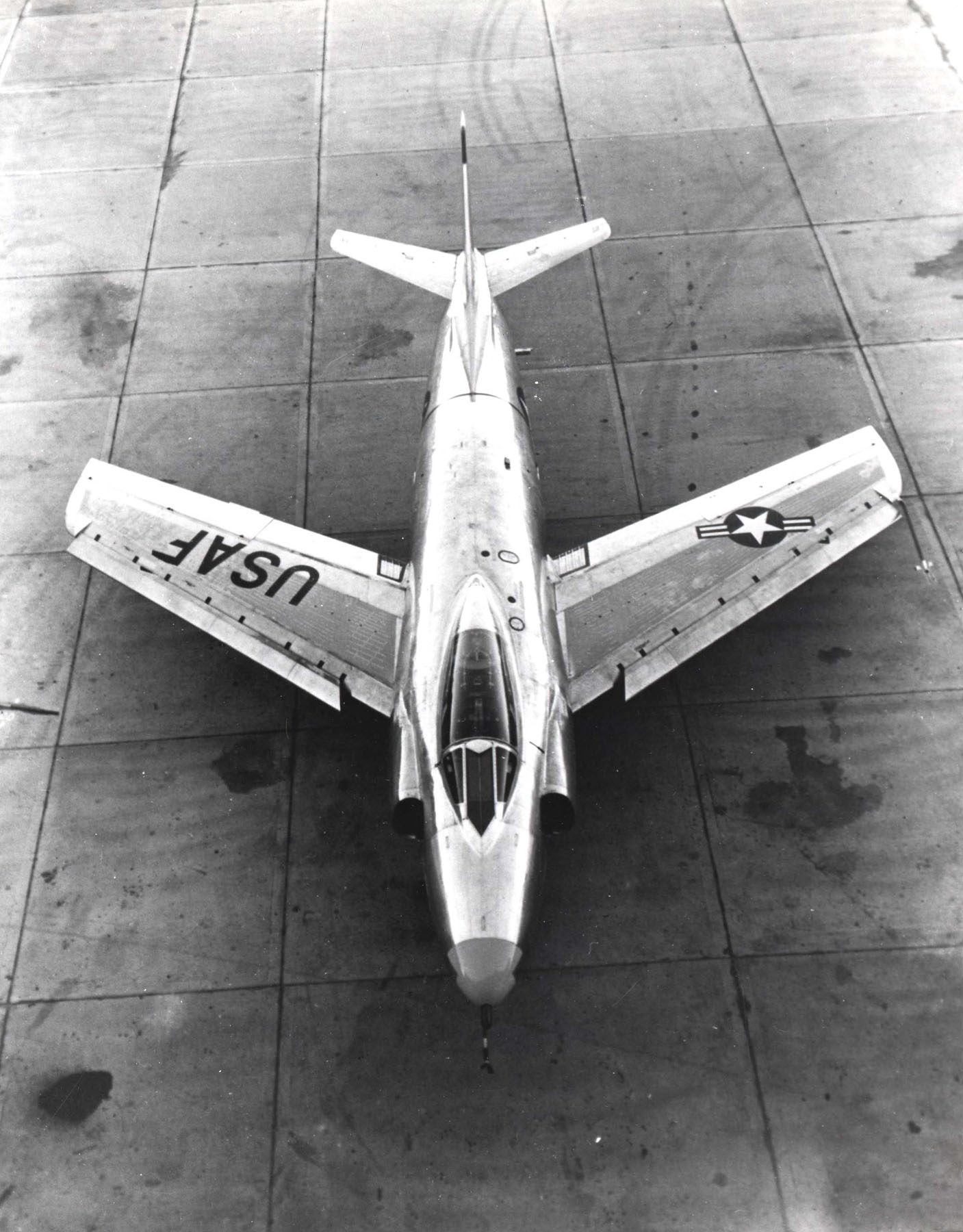
Mẫu YF-93 thứ hai

North American YF-93 là một mẫu máy bay tiêm kích của Hoa Kỳ, được phát triển từ loại F-86 Sabre.

## Quốc gia sử dụng
Hoa Kỳ
- Không quân Hoa Kỳ

## Tính năng kỹ chiến thuật (YF-93A)

YF-93A.

Đặc điểm tổng quát
- Tổ lái: 1
- Chiều dài: 44 ft 1 in (13,44 m)
- Sải cánh: 38 ft 9 in (11,81 m)
- Chiều cao: 15 ft 8 in (4,78 m)
- Diện tích cánh: 306 ft² (28,4 m²)
- Trọng lượng rỗng: 14.035 lb (6.366 kg)
- Trọng lượng có tải: 21.610 lb (9.800 kg)
- Động cơ: 1 × Pratt & Whitney J48-P-6 kiểu động cơ tuabin phản lực, 8.750 lbf (38,9 kN)

 Hiệu suất bay 
- Vận tốc cực đại: 708 mph (1.132 km/h)
- Tầm bay: 2.000 mi (3.200 km)
- Trần bay: 46.800 ft (14.268 m)
- Vận tốc leo cao: 11.960 ft/phút (60,8 m/s)
- Tải trên cánh: 71 lb/ft² (345 kg/m²)
- Lực đẩy/trọng lượng: 0,4

Trang bị vũ khí

- 6 × pháo 20 mm (.79 in)